# Guerre bulgaro-ottomane
Le guerre bulgaro-ottomane furono combattute tra i regni rimanenti dalla disintegrazione del Secondo Impero bulgaro e l'Impero ottomano, nella seconda metà del XIV secolo. Le guerre portarono al crollo e alla subordinazione dell'Impero bulgaro, e si conclusero effettivamente con la conquista ottomana di Tarnovo nel luglio 1393, sebbene altri stati bulgari riuscirono a resistere leggermente più a lungo, come il Regno di Vidin fino al 1396 e il Despotato di Dobrugia fino al 1411. A seguito delle guerre l'Impero ottomano espanse notevolmente il proprio territorio nella penisola balcanica, estendendosi dal Danubio al Mar Egeo.

## La situazione nei Balcani alla vigilia dell'invasione ottomana
A partire dal XIII secolo, le due principali potenze balcaniche Bisanzio e Bulgaria caddero vittime di un processo di decentramento, poiché i signori feudali locali divennero più forti e più indipendenti dagli imperatori di Costantinopoli e Tarnovo. Ciò indebolì il potere militare ed economico dei governanti centrali. Il processo deteriorò l'autorità centrale in misura ancora maggiore nel XIV secolo, quando numerosi nobili finirono per essere subordinati al governo solo a livello nominale. In Bulgaria la potente Casa di Šišman governava la provincia di Vidin a ovest, mentre a est Balik stabilì il quasi indipendente Despotato di Dobrugia.
Mentre i due Imperi si trovavano di fronte a enormi difficoltà interne, i Serbi colsero l'occasione propizia per espandere il proprio dominio. Durante la guerra civile di Bisanzio negli anni 1320 e 1330, i serbi conquistarono la maggior parte della Macedonia popolata da bulgari e aromuni dai bizantini. Nel 1330 le forze serbe sconfissero quelle bulgare, guidate dall'imperatore Michele Šišman a Velbazhd, elevando di fatto il paese allo status di stato più potente della regione. Nel 1346, il re serbo Stefan Uroš IV Dušan ricevette il titolo di imperatore con la benedizione dell'imperatore bulgaro Ivan Alessandro, sebbene dopo la sua morte nel 1355, il grande Impero serbo si disintegrò in pochi stati indipendenti. Nella Bulgaria dello stesso periodo Ivan Sratsimir ereditò Vidin da suo padre Ivan Alessandro nel 1356, mentre il despota Dobrotitsa - nominalmente suo suddito - governò la Dobrugia. La mancanza di stabilità era evidente anche nei Balcani meridionali: nel 1341-1347 l'Impero bizantino fu scosso da una sanguinosa guerra civile tra Giovanni V Paleologo e Giovanni VI Cantacuzeno.
Intorno alla metà del XIV secolo i Balcani erano politicamente divisi in una serie di piccoli stati spesso in competizione tra loro e non esisteva un'unica entità forte con un esercito abbastanza potente da resistere agli invasori musulmani. Oltre ai paesi prevalentemente ortodossi come la Bulgaria, Bisanzio e la Serbia, c'erano una serie di possedimenti cattolici a ovest e a sud detenuti da Venezia, Genova e il Regno d'Ungheria, nonché il Regno di Bosnia, la cui Chiesa bosniaca (tradizionalmente considerata strettamente imparentata con i bogomili) era considerata eretica sia dagli ortodossi che dai cattolici. La diversità religiosa era quindi anche fonte di continue tensioni politiche nella regione.

## Azioni militari durante il regno di Ivan Alessandro
Durante la guerra civile a Bisanzio sia Paleologo che Cantacuzeno cercarono di trovare alleati esterni e usarono mercenari stranieri. L'imperatore bulgaro sosteneva il primo avversario la cui roccaforte era Costantinopoli. Giovanni Cantacuzeno, d'altra parte, assumeva regolarmente mercenari turchi ottomani dall'Asia Minore che presto divennero una costante sui campi di battaglia in Tracia. I bizantini perdevano spesso il controllo sugli ottomani, poiché questi ultimi saccheggiavano regolarmente i villaggi nei Balcani meridionali dopo il 1320.

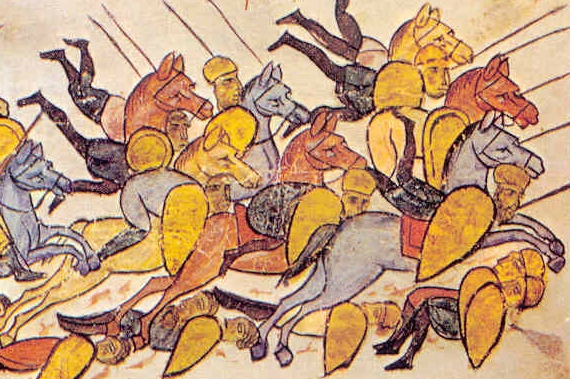
Battaglia di Bulgarofigo, 896.

Nel 1344, Momčil, il sovrano bulgaro indipendente delle regioni dei Rodopi e dell'Egeo, il cui esercito crebbe fino a 2 000 uomini, assunse un ruolo importante nella guerra civile bizantina. Mentre in un primo momento sostenne Giovanni Cantacuzeno, dalla primavera del 1344 Momčil rinnegò, provocato dall'aggressione degli alleati ottomani. A giugno sconfisse la flotta ottomana vicino alla baia di Portogalos.  Secondo le fonti, di notte il sovrano bulgaro inviò barche per incendiare le navi ottomane ancorate e subito dopo sconfisse l'esercito di Cantacuzeno a Mosinopoli.
Probabilmente il primo sovrano locale a venire a conoscenza dell'imminente minaccia ottomana, Momčil chiese senza successo aiuto agli imperatori di Bulgaria e Bisanzio. Anche se le sue truppe continuarono la resistenza nei Rodopi orientali, nel maggio 1345 i turchi guidati da Umur Beg marciarono dall'Asia Minore e devastarono i territori bulgari allontanando persone e bestiame. Subito dopo, il 7 luglio 1345, le forze ottomane sotto Umur Beg sconfissero l'esercito di Momčil nella battaglia di Peritheorion vicino alla sua capitale Xanthi. Le fonti attestano che il sovrano indipendente perì nella battaglia senza lasciare un successore e con poca volontà politica o leadership rimasta per contrastare l'invasione ottomana.

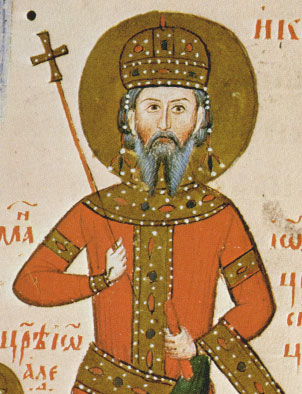
L'imperatore Ivan Alessandro

Durante le guerre civili bizantine Ivan Alessandro riprese il controllo di diverse città della Tracia e dei Rodopi, ma la sua frequente interferenza negli affari interni di Bisanzio ostacolò qualsiasi rapporto più stretto tra le due contee nonostante la pace stabilita nel 1332. Nel 1352 le forze turche invasero nuovamente la Bulgaria, razziando la Tracia, in particolare le vicinanze di Aitos, Yambol e Plovdiv, e catturando un ricco bottino. Nello stesso anno gli Ottomani conquistarono la loro prima fortezza sui Balcani, Tsimpe nella penisola di Gallipoli, mettendo piede in Europa. Fino al 1354 le forze ottomane devastarono nuovamente le terre intorno a Yambol e Plovdiv, nonché le valli inferiori dei fiumi Maritsa e Tundzha.
Nel 1355 gli ottomani lanciarono una campagna verso Sofia, ma furono presto inmpegnati dall'esercito del figlio maggiore ed erede di Ivan Alessandro, Michele Asen, vicino Ihtiman. I turchi prevalsero nella battaglia successiva, anche se entrambe le parti subirono pesanti perdite. Nonostante la vittoria e la morte del giovane Michael Asen, i turchi non riuscirono a raggiungere Sofia.

### Alleanza fallita
La sconfitta sollevò un serio allarme non solo a Tarnovo, ma anche a Costantinopoli, costringendo Giovanni Cantacuzeno ad abdicare e rimuovendo uno dei principali facilitatori dell'invasione ottomana. Di fronte alla minaccia, la Bulgaria e Bisanzio fecero un tentativo di riavvicinamento. Nel 1355 una figlia dell'imperatore bulgaro, Keraca, sposò Andronico, il figlio infante del nuovo imperatore bizantino Giovanni V Paleologo.  Sfortunatamente, i nuovi rapporti tra le case di Tarnovo e Costantinopoli non furono all'altezza delle aspettative nel dare una risposta più significativa agli invasori ottomani.
Dopo la morte di Stefano Dušan il 20 dicembre 1355, l'Impero serbo perse gran parte della sua egemonia nei Balcani occidentali e l'impero vasto ed etnicamente diversificato si divise in diversi stati successori. Gli imperi bulgaro e bizantino del periodo erano ancora una volta le uniche grandi potenze politiche rimaste nella penisola con il potenziale per fermare l'espansione ottomana. Tra il 1354 e il 1364 i turchi conquistarono la Tracia e numerose importanti fortezze e città, come Plovdiv e Stara Zagora, caddero sotto attacco. Dalla fine degli anni Cinquanta del Trecento le unità militari ottomane raggiunsero anche i dintorni della capitale poiché, secondo le fonti, l'imperatore prese precauzioni per rafforzare le mura della città. Il cronista ottomano Seadeddin suggerisce che l'avanzata turca tra il 1359 e il 1364 comportò la distruzione e lo spopolamento di molte aree: le città di Plovdiv, Stara Zagora e Sliven furono devastate e altre come Venets e Sotirgrad furono completamente distrutte.  La distruzione fu accompagnata dal massacro e dalla deportazione della popolazione locale in Asia Minore.
Non solo ci fu una totale mancanza di coordinamento tra i due imperi, ma si contesero anche per i porti del Mar Nero di Mesembria e Anchialos. La Bulgaria li difese con successo nel 1364, ma il continuo conflitto acuì la sfiducia e l'animosità tra i due stati nonostante il pericolo imminente.

### Gli ultimi anni di Ivan Alessandro
Al di là della devastazione economica e la minaccia militare del sud, la Bulgaria ebbe altri problemi: nel 1365 il re ungherese Luigi I invase la Bulgaria nordoccidentale, impossessandosi dell'importante fortezza di Vidin e catturando il figlio maggiore vivente dello zar, Ivan Sratsimir.  Nei suoi tentativi iniziali falliti di riconquistare Vidin, Ivan Alessandro ricorse persino all'uso di mercenari ottomani. Alla fine, nell'estate del 1369, l'imperatore bulgaro ripristinò la sua autorità sulla provincia di Vidin con l'aiuto del voivode valacco Vladislav I,  ma esso si rivelò il suo ultimo successo.
Dopo la morte di Ivan Alessandro il 17 febbraio 1371, le terre popolate dai bulgari furono divise in diversi stati indipendenti. Gran parte dell'ex territorio del Secondo Impero bulgaro passò sotto il dominio del terzo figlio dello zar Ivan Shishman; le aree nord-occidentali erano il dominio del figlio maggiore Ivan Sratsimir, il despota Dobrotitsa tenne la Dobrugia e la maggior parte della Macedonia fu divisa in diversi stati feudali controllati dai nobili serbi.

## Battaglia di Ormenio e sue conseguenze

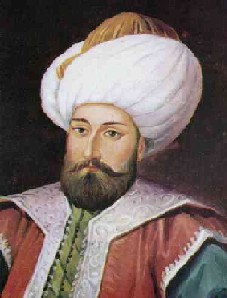
Sultano Murad I

Nel 1371 due feudatari in Macedonia organizzarono una campagna contro i Turchi. I fratelli serbi Vukashin e Uglesha, rispettivamente re di Prilep e despota di Ser, radunarono un numeroso esercito cristiano con l'obiettivo di fermare gli invasori musulmani. Uglesha, le cui terre confinavano con il territorio ottomano a est, si rese conto della minaccia e fece appello senza successo agli stati serbi e bulgari per chiedere aiuto. Governando sulla popolazione mista serbo-greca-bulgara, i due fratelli partirono verso est con un esercito composto da 20 a 70 000 persone etnicamente diverse. Truppe notevolmente meno numerose guidate da Lala Şahin Pascià attaccarono di notte le forze balcaniche unite il 26 settembre mentre queste ultime si accampavano presso il villaggio di Ormenio nella bassa valle della Maritsa. L'intero esercito fu respinto e Vukashin e Uglesha morirono insieme a gran parte delle loro forze.
Immediatamente dopo la battaglia, gli eserciti di Murad I intrapresero un'altra campagna invadendo la Tracia settentrionale e costringendo il giovane Ivan Šišman a ritirarsi a nord dei Monti Balcani. Diverse fortezze caddero, anche se dopo prolungati e feroci assedi: la città di Diampol, ad esempio, combatté per mesi contro le forze di Timurtash ma alla fine fu costretta alla resa per mancanza di viveri. Uno dei voivodi di Ivan Šišman, Shishkin, fu ucciso in battaglia sulle falde meridionali delle montagne balcaniche facilitando ulteriormente la conquista ottomana dei Rodopi, Kostenets, Ihtiman e Samokov. Dopo un sanguinoso assedio conquistarono Bitola nel sud-ovest e presto invasero la Valle di Sofia. Nel 1373 Ivan Šišman fu costretto a negoziare un umiliante trattato di pace: divenne un vassallo ottomano rafforzando l'unione con un matrimonio tra Murad e la sorella di Šišman, Kera Tamara. In compenso, gli ottomani restituirono alcune delle terre conquistate, tra cui Ihtiman e Samokov.
Tra il 1371 e il 1373 gli ottomani emersero come una notevole potenza nei Balcani. Governavano l'intera Tracia e avevano conquistato le terre di Uglesha nella Macedonia orientale e riuscirono a subordinare il figlio di Vukashin Marko e Ivan Shishman che divennero loro vassalli.

### La caduta dei Rodopi

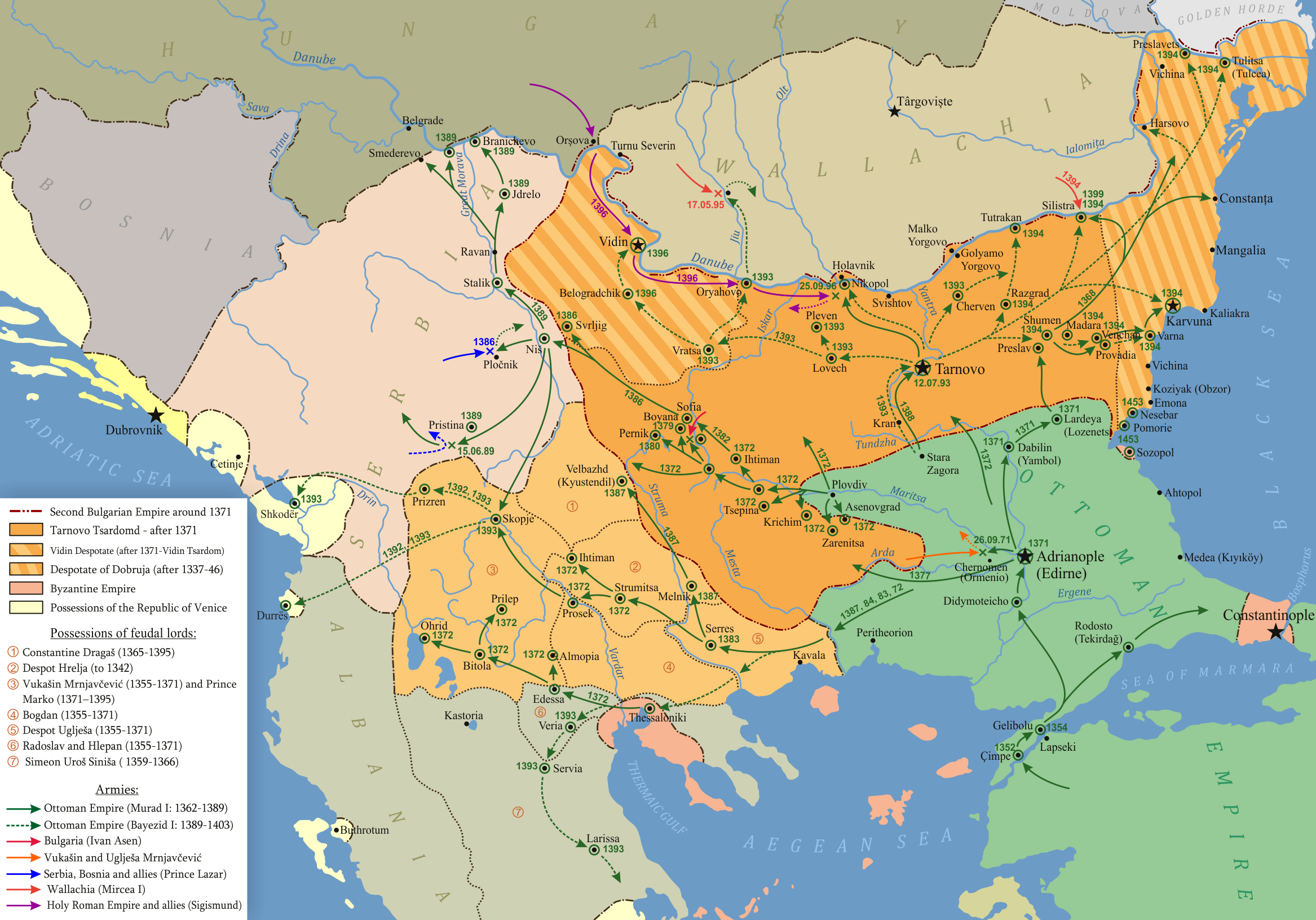
L'avanzata ottomana dopo la battaglia di Ormenio.

Nello stesso periodo (1371-1373) gli invasori presero il controllo dei Rodopi, una montagna costellata di fortezze forti e ben sorvegliate, in avvicinamento da nord. La fortezza di Rakovitsa (oggi in rovina) fu assediata da Daud Pascià e ferocemente difesa dal suo voivoda Kurt; dopo inutili tentativi di catturarla con la forza, i turchi accettarono le trattative e i bulgari si arresero mantenendo le loro proprietà.
Allo stesso modo, la popolazione di Tsepina, una delle fortezze strategiche dei Rodopi, resistette agli attacchi ottomani per nove mesi prima di arrendersi in cambio delle proprie vite e proprietà dopo che Daud Pascià aveva interrotto le forniture idriche. Allo stesso modo fu presa Stanimaka (Asenovgrad) e poco dopo cadde la fortezza di Batkun, nei Rodopi settentrionali, il cui comandante Georgi morì nell'assalto finale.
Gli ottomani affrontarono un'ostinata resistenza nell'interno dei Rodopi: le aree centrali furono invase dagli eserciti di Dzhedit Pascià e Ibrahim Pascià. Il primo avanzò attraverso la strada tra Stanimaka e il monastero di Bachkovo lungo la valle del fiume Chepelarska, mentre Ibrahim Pascià partì da Plovdiv attraverso Parvenets e poi attraverso la valle del fiume Vacha. I combattimenti si verificarono inoltre a Zarenitsa, Zagrad, Gradishte, Chiltepe e Karakulas (lungo il Vacha), Imaretdere e Momina Voda (alture vicino ad Ardino). Particolarmente feroci furono gli scontri a Momina Voda, dove fu ucciso il celebre generale ottomano Sarǎ Baba, e a Karakulas dove morì Enihan Baba.

## Caduta di Sofia
Mentre Ivan Šišman cercava disperatamente di resistere alla forte pressione ottomana, suo fratello Ivan Sratsimir non solo rifiutò l'aiuto, ma cercò di sfruttare le difficoltà che suo fratello dovette affrontare per espandere i suoi domini su alcune aree del regno di Tarnovo. Mentre l'attenzione di Šišman era rivolta a sud, Ivan Sratsimir prese il controllo dell'importante città di Sofia che era contesa tra i due fratelli. Tuttavia, nel 1373 la città fu di nuovo nel regno di Tarnovo ed è possibile che ci fosse un conflitto armato tra i due stati bulgari.  Anche il despota Dobrotitsa non diede alcun sostegno all'imperatore a Tarnovo. Si trovava in conflitto con Genova e fu coinvolto negli affari interni dell'Impero di Trebisonda cercando di mettere sul suo trono il genero.
Dopo la temporanea quiete che seguì dopo il 1373, nel 1380 gli ottomani ricominciarono le ostilità. Con un grande esercito Sultan Murad si spostò verso le regioni sud-occidentali del regno di Tarnovo con l'obiettivo principale di impadronirsi del suo centro Sofia. Dopo un sanguinoso scontro nella valle di Zlatitsa, i turchi passarono a Sofia e la assediarono. La città che era comandata dal bano Yanuka che respinse tutti gli attacchi delle forze superiori ottomane sotto Lala Şahin. Quest'ultimo non poté continuare l'assedio e fu costretto a ritirarsi a Odrin dove riferì il suo fallimento al Sultano. Mentre era assente, i turchi riuscirono a infiltrarsi a Sofia e un bulgaro musulmano catturò il bano Yanuka durante la caccia e lo mandò da Lala Şahin che si trovava in quel momento a Plovdiv. Da lì il comandante bulgaro fu rimandato a Sofia e quando i difensori videro il loro capo catturato consegnarono la città agli ottomani (1382).
Gli ottomani installarono una forte guarnigione e portarono coloni musulmani dall'Asia Minore. L'anno successivo cadde Serres. Il nuovo successo ottomano non riunì Ivan Šišman e Ivan Sratsimir. Tra il 1384 e il 1386 scoppiò una guerra tra Bulgaria e Valacchia, e i valacchi si impadronirono di diversi insediamenti lungo il Danubio ma furono successivamente sconfitti e il loro voivoda Dan I fu ucciso. Ivan Sratsimir prese parte all'azione come alleato dei valacchi che acuì la diffidenza tra i due fratelli.
Dopo che gli ottomani si assicurarono il possesso dell'area intorno a Sofia, continuarono la loro marcia verso nord-ovest. L'obiettivo principale di Murad era rompere i legami tra Bulgaria e Serbia perché nonostante Ivan Šišman fosse suo vassallo, Murad non si fidava di lui e sapeva che il sovrano bulgaro stava aspettando un'opportunità appropriata per rinnegare. Dopo aspri combattimenti, nel 1386 i turchi presero Pirot e Naissus, uccidendo e riducendo in schiavitù molti bulgari.

## La campagna del 1388
L'avanzata degli ottomani nelle parti centrali della penisola balcanica provocò gravi preoccupazioni non solo per Ivan Šišman ma anche in Serbia e in Bosnia. Il principe serbo Lazar e il re bosniaco Tvardko organizzarono una coalizione anti-ottomana e l'imperatore bulgaro pur unendosi a loro non fu in grado di inviare truppe. Nel 1387 le forze unite di bosniaci e serbi sconfissero gli ottomani nella battaglia di Pločnik.
Tuttavia, mentre gli stati cristiani non fecero alcun tentativo di sfruttare la vittoria, la reazione dei turchi fu rapida. Nel 1388 un forte esercito di 30 000 uomini comandato da Ali Pascià passò attraverso le montagne dei Balcani orientali e colpì in profondità nel nord della Bulgaria. I bulgari furono completamente sorpresi e gli invasori presero Ovech, Shumen, Madara e altre città. A causa della campagna a sorpresa. in un primo momento le città e i castelli non furono in grado di organizzare una difesa adeguata ma dopo lo shock iniziale i bulgari presero precauzioni. Quando l'esercito di Ali Pascià assediò Varna, i difensori resistettero strenuamente e i turchi furono costretti ad abbandonare l'assedio e marciare verso nord.
A Tutrakan i cittadini permisero ai turchi di installare una piccola guarnigione ma poi uccisero i soldati turchi e si prepararono all'assedio. Ali Pascià bruciò immediatamente i campi circostanti e presto la città affamata dovette arrendersi. Dopo questo successo avanzarono verso ovest verso Nicopoli, una delle più forti fortezze bulgare lungo il Danubio. La difesa fu organizzata da Ivan Šišman che si trovava al momento in città. Sebbene gli ottomani avessero quasi 30 000 uomini, non potevano prenderlo e Ali Pascià dovette cercare rinforzi dallo stesso Murad. Secondo Seadeddin il Sultano marciò su Nicopoli con un enorme esercito deciso fermamente a impadronirsi della città a tutti i costi. Quando Ivan Šišman affrontò il nuovo nemico, cercò una tregua. Murad acconsentì e i bulgari salvarono Nicopoli ma furono costretti a cedere un'altra fortezza danubiana chiave, Dorostolon. Tuttavia, quando Ali Pascià raggiunse Silistra, i bulgari si rifiutarono di cedere la città. Murad assediò Nicopoli per la seconda volta e questa occasione Ivan Shishman accettò le condizioni ottomane e una guarnigione turca fu installata a Silistra.
Come risultato della campagna, i turchi conquistarono la maggior parte della Bulgaria orientale, comprese diverse città chiave. Da quel momento l'autorità di Ivan Šišman fu ridotta alle terre a ovest della capitale Tarnovo e a diversi castelli lungo il Danubio. Ad est i bulgari mantennero Varna e la capitale del Principato di Karvuna, Kaliakra. Probabilmente a quel tempo Ivan Sratsimir divenne un vassallo ottomano.